# Хенке, Тадеаш
Тадеаш Перегрин Ксавер Хенке (чеш. Tadeáš Peregrinus Xaverius Haenke, нем. Thaddäus Peregrinus Haenke, или нем. Thaddaeus Haenke, 5 декабря 1761 — 14 ноября 1816) — чешско-австрийский ботаник, натуралист (естествоиспытатель), врач, химик, географ и философ.

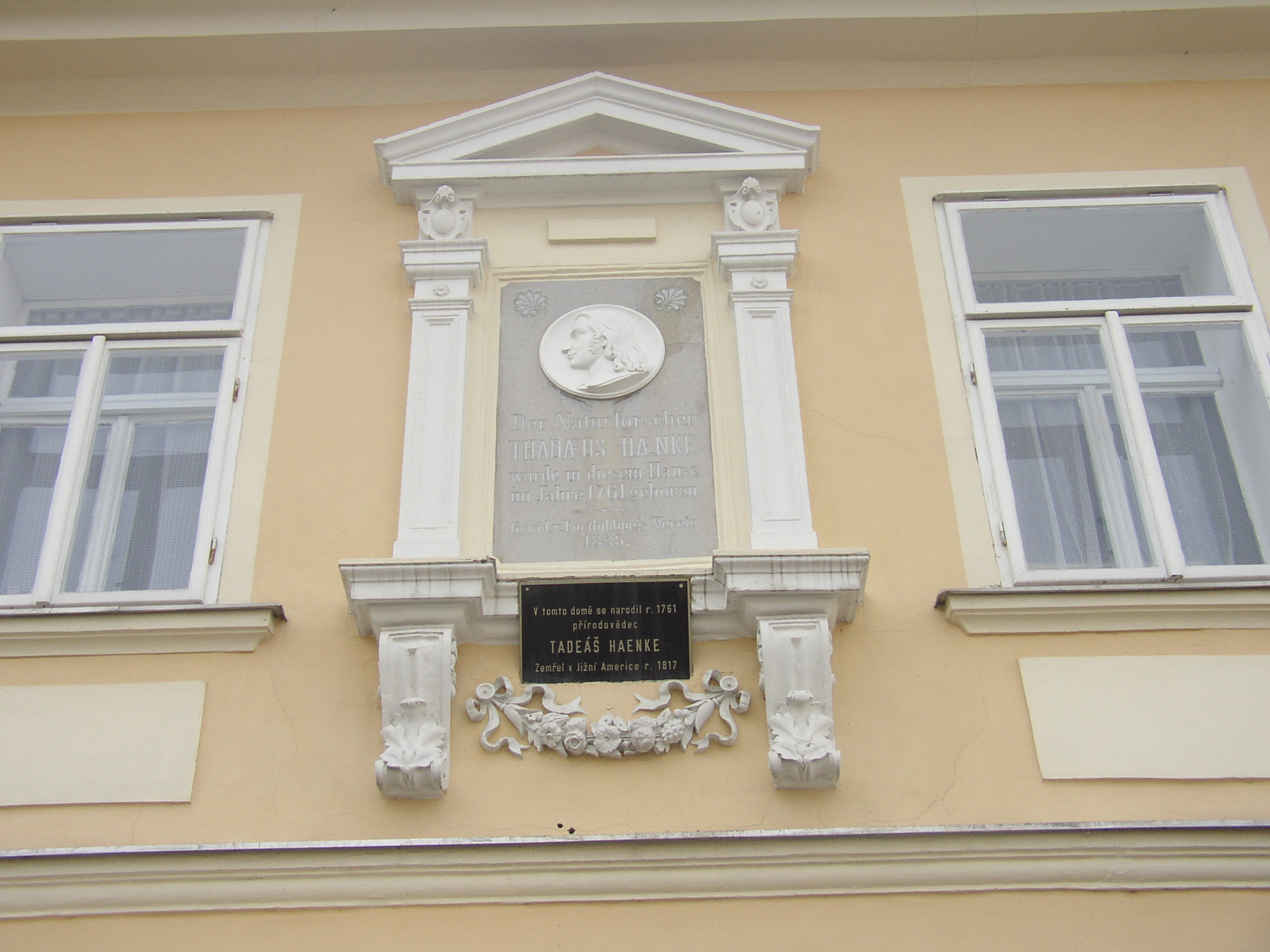
Мемориальная доска на родном доме Хенке

## Биография
Тадеаш Хенке родился 5 декабря 1761 года.
В 1789 году он был рекомендован испанскому правительству как сопровождающий естествоиспытатель для экспедиции Маласпины в Тихом океане и прилегающих прибрежных районах. Эта научная экспедиция длилась с 1789 по 1794 год. Хенке был первым европейцем, поднявшимся на потухший вулкан Чимборасо.
Тадеаш Хенке умер в городе Кочабамба 14 ноября 1816 года. Возможно также, что он умер в 1817 году.
Когда Алессандро Маласпина вернулся из своего путешествия, он оказался втянут в конфликт с министром Испании Мануэлем Годоем и был заключён в тюрьму. В результате официальный отчет об экспедиции оставался неопубликованным почти столетие. Ботанические коллекции Хенке, состоящие из более чем 15 000 образцов, были найдены в Кадисе уже после его смерти. В 1821 году их выкупил Чешский национальный музей и перевёз в Прагу. Чешский ботаник Карл Борживой Пресль потратил почти 15 лет на создание работы Reliquiae Haenkeanae, основанной на ботанических образцах Хенке, собранных в Америке и на Филиппинах. 

## Научная деятельность
Тадеаш Хенке специализировался на семенных растениях

## Научные работы
- La Expedición Malaspina (1789—1794) — Trabajos científicos y corespondencia de Tadeo Haenke — Teil IV. Lunwerg, Madrid 1992; Mitautorin (Kommentare): Dr. María Victoria Ibáñez Montoya.
- Reliquiae Haenkeanae, seu descriptiones et icones plantarum, quas in America Meridionali et Boreali, in insulis Philippinis et Marianis collegit. Thaddaeus Haenke, Philosophiae Doctor, Phytographus Regis Hispaniolis / redegit et in ordinem digessit Carolus Bor. Presl, Medicinae Doctor, in Museo Boh. Custos, Botan. Prof. Extraord. / Cura Musei Bohemici. / Apud J. G. Calve, Prag 1830: Nachdruck der Prager Ausgabe 1830/31 bei Asher, Amsterdam 1973; ISBN 90-6123-237-6.